# 凯赖琴德
凯赖琴德，是匈牙利赫维什州所辖的一个村。总面积24.58平方公里，总人口2261，人口密度92.0人/平方公里（2011年1月1日）。